# La Argentina de Tato
La Argentina de Tato fue un programa de televisión argentino de humor político en formato de falso documental, emitido en 1999 por Canal 13, con producción de Alejandro y Sebastián Borensztein, como homenaje al actor y humorista Tato Bores (Mauricio Borenzstein). En él se recopila sketches de los programas de Tato Bores emitidos desde 1960 hasta 1990, en los que se presentaba la realidad política en tono humorístico a través de monólogos y sketches en muchos de los cuales participaron políticos.

## Argumento
Con formato de documental, conducido por el personaje representado por Leonardo Sbaraglia, en el año 2499 se presenta la investigación -realizada por científicos de la Universidad de Heidelberg, Alemania, cuya exposición está a cargo de Helmut Strasse, fundador de la primera escuela de Argentinología- acerca de la remota existencia de la Argentina, un ignoto país de gran potencial inexplicablemente desaparecido de la faz de la Tierra. 

## Personajes
- Narrador (Leonardo Sbaraglia)
- Helmut Strasse (Tato Bores)
- Arnaldo Chilavert (Arnaldo André)
- Mario Puzzo (Roberto Carnaghi)
- Adrián Manuel Serrat (Adrián Suar)
- G. Barros Schelotto (Gerardo Romano)
- John Charles Table (Juan Carlos Mesa)
- Sole Bonilla de León (Soledad Silveyra)
- Mark von Mark (Marcos Mundstock)
- Moria Lollobrígida (Moria Casán)
- Lord Homelander (Alfredo Casero)
- Dan Nenetko (Daniel Rabinovich)
- Celia Cruz (Antonio Gasalla)
- J.B. (Julián Borensztein)
- Norman Borensztein (Norman Erlich)
- Lezlibeth Pacheco (Catherine Fulop)
- Julio Iglesias (José Sacristán)
- Olivia Newton John (Cecilia Dopazo)
- Evangelina Salazar (Natalia Oreiro)
- Doménico Modugno (Cacho Fontana)
- Raffaella Carrá (Araceli González)
- Leo Dan (Joan Manuel Serrat)
- Danny de Vito (Jorge Lanata)
- Georgina de Ipanema (Georgina Barbarossa)
- Magdalena de Beauvoir (Magdalena Ruiz Guiñazú)